# Kohpevaarri
Kohpevaarri är ett berg i Finland. Det ligger i Enontekis i landskapet Lappland, i den norra delen av landet, 1 000 km norr om huvudstaden Helsingfors. Toppen på Kohpevaarri är 951 meter över havet, eller 152 meter över den omgivande terrängen. Bredden vid basen är 3,1 km.
Terrängen runt Kohpevaarri är kuperad västerut, men österut är den platt.  Trakten runt Kohpevaarri är nära nog obefolkad, med mindre än två invånare per kvadratkilometer. Det finns inga samhällen i närheten. Omgivningarna runt Kohpevaarri är i huvudsak ett öppet busklandskap.